# جولي كلارك
جولي كلارك (بالإنجليزية: Julie E. Clark)‏ (من مواليد 27 يونيو 1948 في هايوارد (كاليفورنيا), الولايات المتحدة) وهي طيارة في الولايات المتحدة في مجال العروض الجوية الهوائية. بدأت حياتها المهنية في مجال الطيران مع شركة خطوط نورث ويست الجوية وانتهت في عام 2003 كقائدة لطيران نورثويست إيرباص إيه 320. كانت واحدة من أولى الطالبات الإناث للعمل في شركة طيران كبرى. وقد تم التصويت عليها كأفضل أداء في السنة عدة مرات لأدائها في العروض الجوية.
تتمتع كلارك بأكثر من 45 عامًا من الخبرة في مجال الطيران،  و 36 عامًا كطيارة منفردة في الإستعراضات الجوية. حققت جولي 30000 ساعة خالية من أي الحوادث. وهي تقوم بعمل 20 عرضًا جويًا سنويًا في بيتشكرافت تي-34 مينتور. جربت جولي كلارك أكثر من 66 نوعًا من الطائرات. وهي عضوة متفرغة في أساطير الحياة الحية.
كان والد كلارك، النقيب إرنست كلارك، طيارًا في شركة طيران. وقد قُتل في عام 1964 على يد راكب انتحاري في رحلة شركة طيران باسيفيك أيرينز 773. وقد قتل جميع أفراد الطاقم والركاب نتيجة لإطلاق النار على كلا الطيارين، ثم أطلق القاتل على نفسه، مما تسبب في تحطم الطائرة. كان حادث والدها تشجيعاً لها لأن تكون مثل والدها في مجال الطيران.

## وصلات خارجية
- News نسخة محفوظة 27 أكتوبر 2015 على موقع واي باك مشين.
- Profiles
- Display
- Julie Clark Airshows
- Julie Clark website archives
- Biography from Airport Journals
- Video of Julie Clark performing in her T-34